# Castell de Llúgols
El Castell de Llúgols és una antiga fortificació medieval del poble de Llúgols, de la comuna de Rià i Cirac, a la comarca del Conflent (Catalunya del Nord).
Era situat al costat nord de l'església de Sant Cristòfol de Llúgols. Hi queden només alguns vestigis de la torre. Aquest castell està documentat el 1287, i havia estat seu d'una família senyorial, els Llúgols (Arnau Guillem de Llúgols, 1189, per exemple).